# Felix Meyer (Geiger)

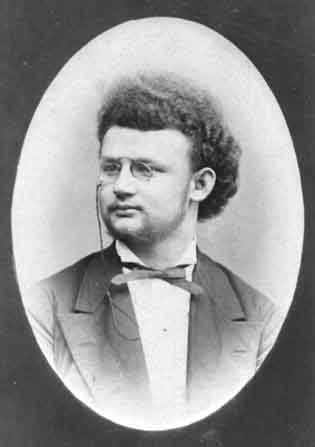
Felix Meyer um 1880

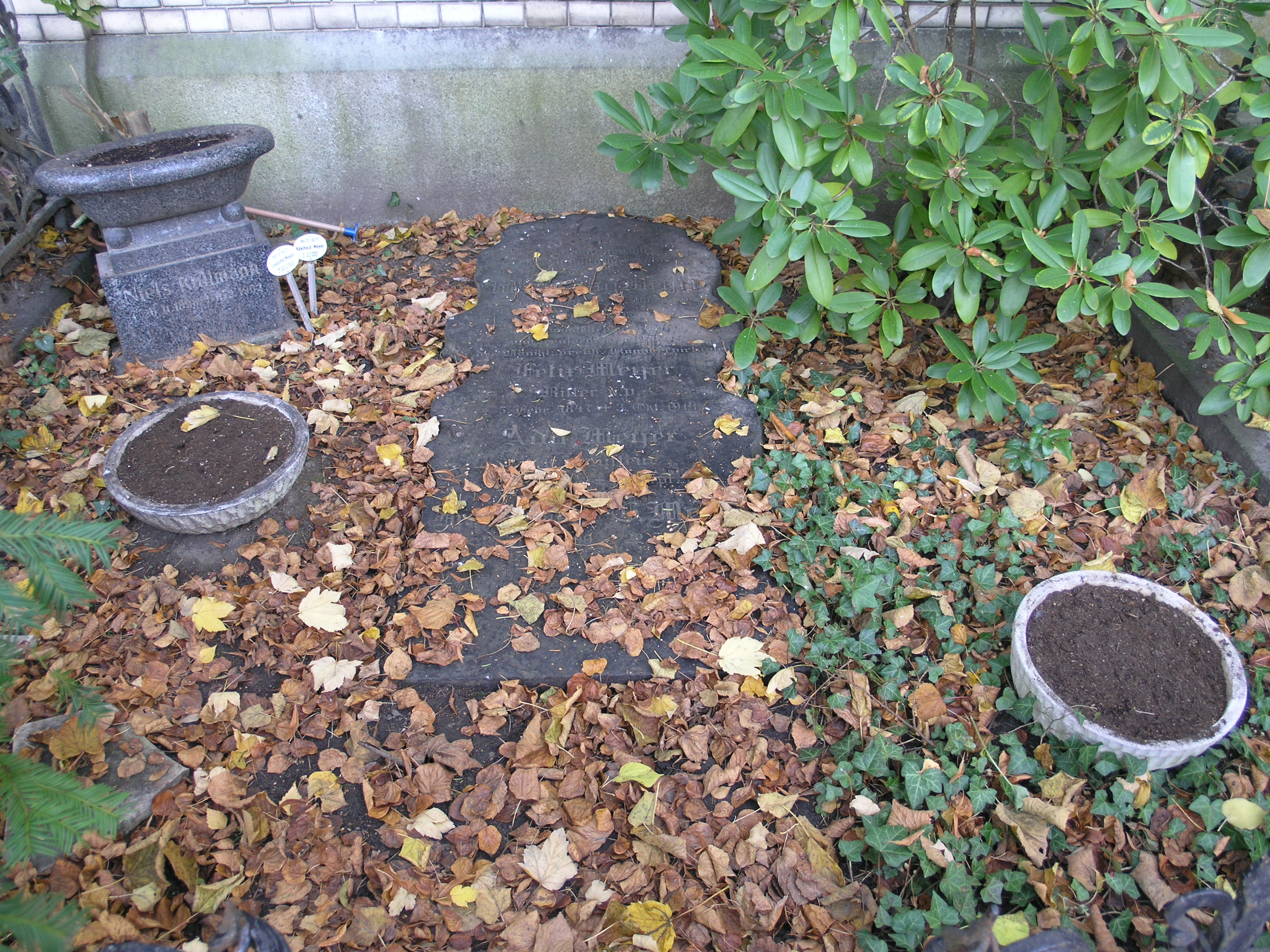
Grabstätte, Stubenrauchstraße 43–45, in Berlin-Friedenau

Karl Wilhelm Felix Meyer (* 5. Februar 1847 in Berlin; † 3. Oktober 1914 in Berlin-Schöneberg) war Geiger und Königlicher Kammervirtuose.
Meyer, Sohn des Königlich sächsischen Musikdirektors Moritz Bernhard Meyer und seiner Frau Ernestine Henriette, geborene Herrmann, absolvierte seine musikalische Ausbildung im Leipziger Konservatorium, wo er Schüler Ferdinand Davids war. Später wurde er als Geiger erst Mitglied und dann Solist im Orchester von Benjamin Bilse. 1878 wurde er in die Königliche Hofkapelle Berlin berufen. In diesem Rahmen nahm er auch die Stellung als Königlicher Kammervirtuose ein.  Seit 1883 konzertierte er regelmäßig in einem Klaviertrio mit dem Cellisten Eugen Sandow und der Pianistin Martha Schwieder.
Meyer war verheiratet mit Adelheid Auguste Marie Haustein.
1914 starb Meyer in Berlin und wurde auf dem Städtischen Friedhof Friedenau beigesetzt.
Sein jüngerer Bruder Waldemar Meyer (1853–1940) war ebenfalls Geiger (Schüler Joseph Joachims) und von 1873 bis 1881 Mitglied der Kgl. Hofkapelle.